# Charles Fenwick

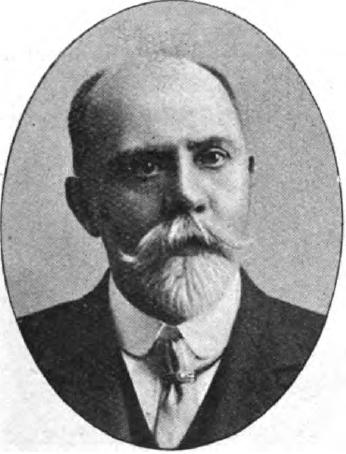
Charles Fenwick.

Charles Fenwick, född den 5 maj 1850 i Cramlington, Northumberland, död den 20 april 1918, var en engelsk politiker.
Fenwick började vid tio års ålder sin bana som gruvarbetare och hade anställning som sådan, då han 1885 invaldes i underhuset, där han tillhörde de liberala arbetarrepresentanterna. Han påyrkade där bland annat införandet av arvode åt underhusets medlemmar samt var vid flera tillfällen verksam medlem av parlamentariska kommittéer rörande gruvarbetsförhållanden. 